# Zelkova pilovitá

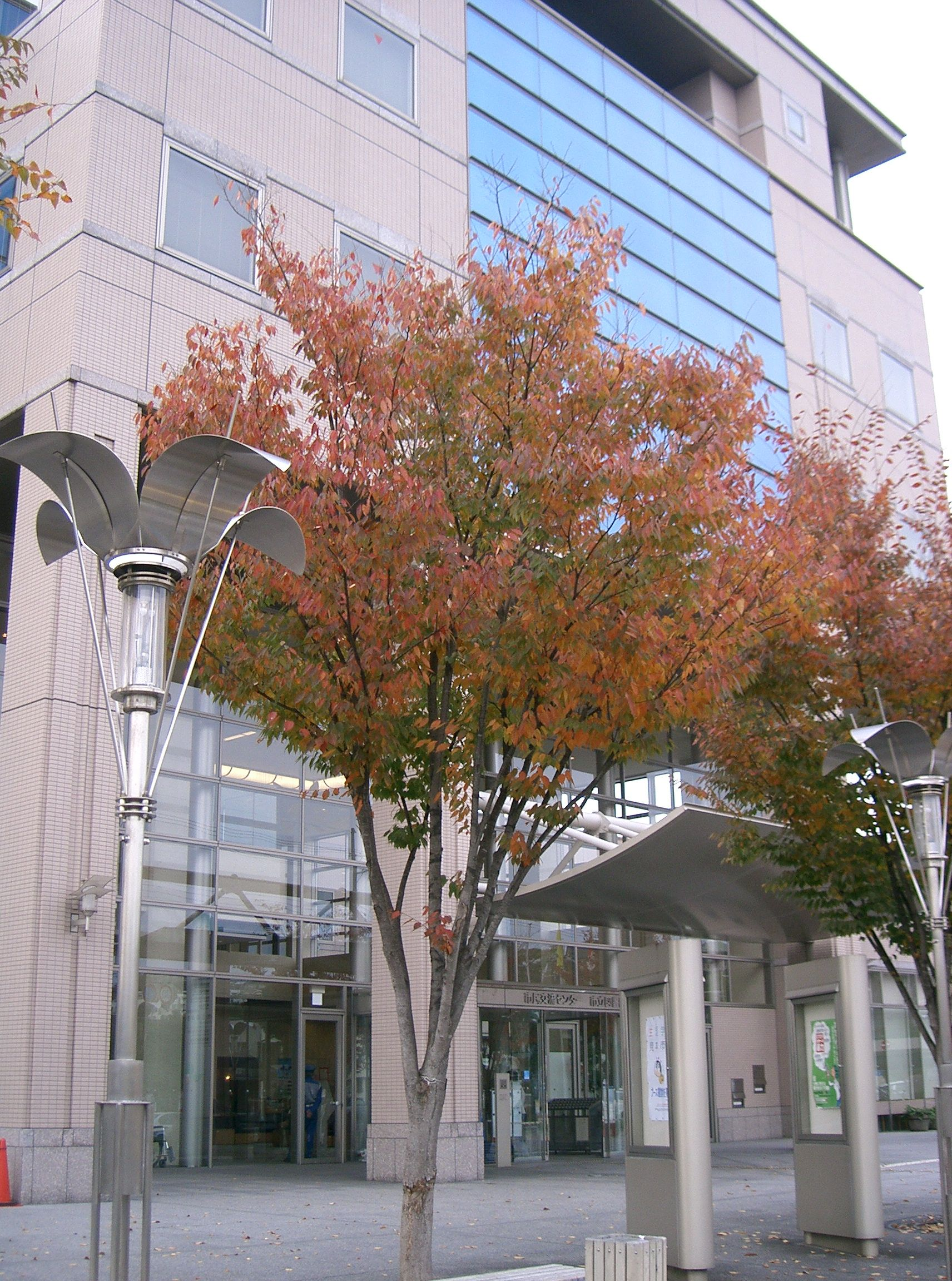
Zelkova pilovitá v podzimním šatu

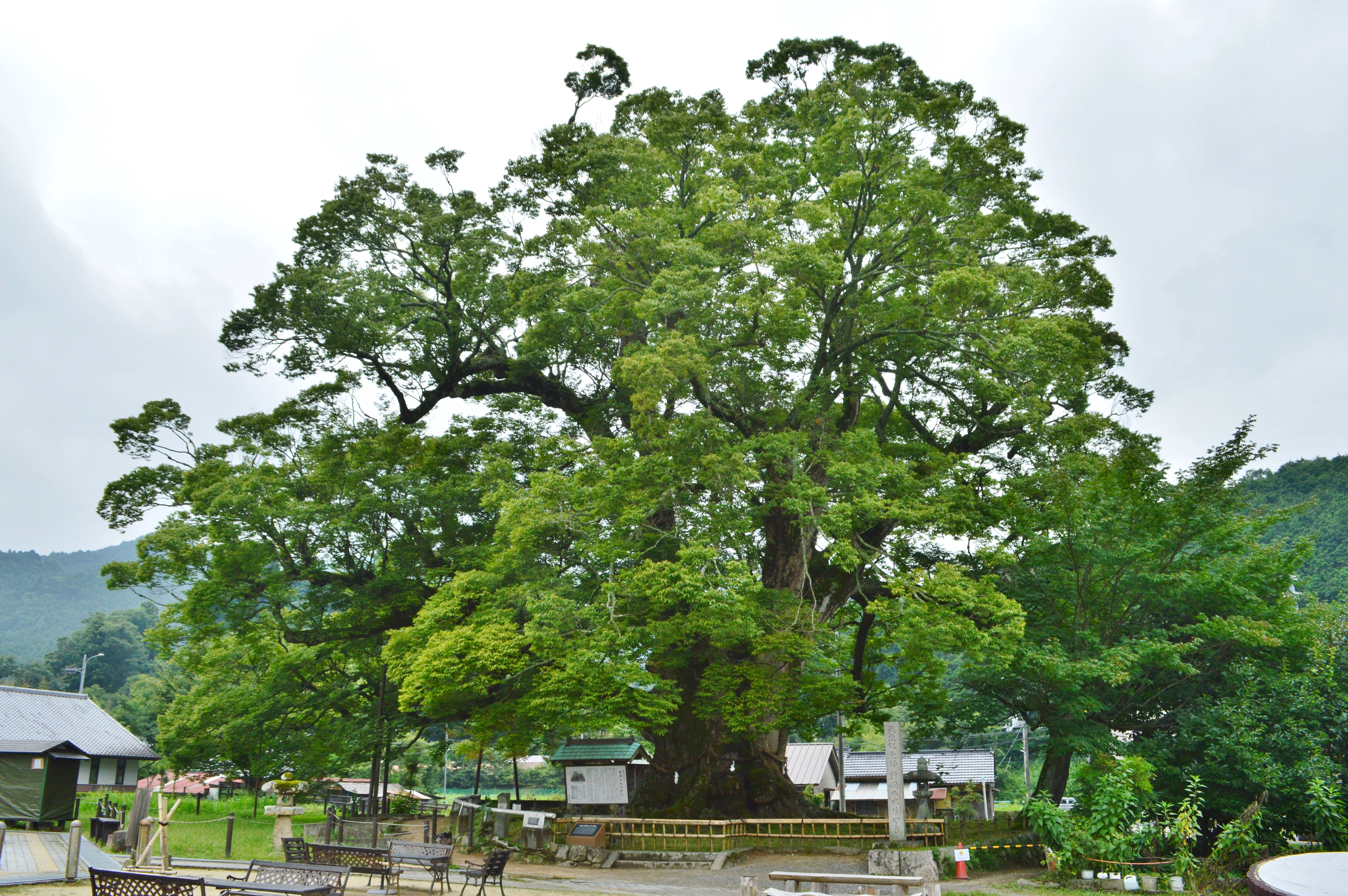
Nejmohutnější zelkova na světě, „Noma no ókejaki - 野間の大欅“

Zelkova pilovitá (Zelkova serrata) je listnatý, opadavý strom pěstovaný pro krásně zbarvené listy. Je domovem ve Východní Asií a v České republice se ojediněle vysazuje jako nenáročná okrasná dřevina.

## Rozšíření
Druh pochází z Japonska, Koreje, Tchaj-wanu, Mandžuska a přilehlých Kurilských ostrovů. Roste tam v nevelkých počtech v opadavých lesích od nižších poloh až do hor, nejčastěji v nadmořské výšce okolo 800 m. Na severu svého areálu se vyskytuje často v blízkosti termálních pramenů. Je tradičně pěstován v jihovýchodní Asii (a následně téměř po celém světě) jako okrasná alejová dřevina. Do Evropy byl tento druh dovezen pravděpodobně v roce 1861.
V Čechách byla zelkova pilovitá prvně vysázena v Průhonickém parku v roce 1924 nebo 1927 a je zde k vidění dosud. Největší skupina, asi 100 statných exemplářů starých asi 80 let, roste na jižní Moravě nedaleko zámku Lednice; největší z nich je vysoký 26 m a má průměr kmene 90 cm. V České republice se tento druh volně v přírodě nešíří ani se nekříží s domácími druhy.
Jako nejsilnější v Evropě je uváděn strom v Banské Štiavnici na Slovensku, který má kmen o průměru 136 cm. Nejmohutnější strom na světě, známý jako „Noma no ókejaki - 野間の大欅“, roste u Ósaky v Japonsku, je vysoký 25 m, má průměr kmene více 380 cm a údajně je starý 1000 roků.

## Ekologie
Zelkova pilovitá vyžaduje během vegetace dostatek srážek a vlhkou půdu, nesnáší však podmáčené stanoviště. Mladá rostlina snese i silné zastínění, starší strom však pro vývoj koruny potřebuje plné oslunění. Nejlépe se mu daří v hlubokých, propustných půdách dostatečně zásobených živinami. Není náchylný k poškození mrazem, velmi dobře snáší i městské prostředí, nevadí mu zasolená půda a napadá ho jen velmi málo škůdců. Je středněvěkou dřevinou.

## Popis
Opadavý, listnatý, jednodomý strom, dorůstající do výšky 20 až 30 m, který má korunu nejdříve vejčitou a později kulovitou. Kmen stromu je obvykle krátký, často bývá křivý a vícekmený. Mohutný kořenový systém je tvořen výrazným středním, až kůlovitým kořenem a množstvím široce větvených, silných a dlouhých postranních kořenů. Kůra mladého stromu je stříbřitě šedá, později se odlupuje ve větších šupinách. Mladé větvičky jsou světle hnědé, starší šedivé.
Z jara vyrůstající pupeny jsou tupě kuželovité, hnědé zbarvené a mají větší počet šupin, počínají rašit již v únoru a březnu. Listy s opadavými, nahnědlými palisty a krátkými řapíky vyrůstají střídavě ve dvou řadách a bývají 5 až 12 cm dlouhé a 2 až 5 cm široké. Eliptické až vejčitě kopinaté čepele jsou symetrické, jednoduché, pilovité a jednotlivé zuby mají obloukovitě ohnuté. Na svrchní straně jsou tmavě zelené a na spodní světlejší, mají zpeřenou žilnatinu se žilkami končícími ve špici zubů. Na podzim se listy barví od žluté přes oranžově červenou až po bronzovou barvu.
Strom začíná kvést asi od 20 let věku. Krátce stopkaté, nazelenalé květy, se čtyřmi až šesti okvětními lístky, jsou jednopohlavné a vyvíjejí se zároveň s listy. Samčí květy, 3 mm velké, vyrůstají v chomáčcích ve spodní části letorostů a mají tyčinek tolik, co okvětních lístků. Samičí květy, 1,5 mm velké, vyrůstají jednotlivě nebo po dvou v paždích listů v horní části letorostů, jejich jednopouzdrý semeník nese přisedlou dvouramennou bliznu. Někdy se místo samičích květů objevují květy oboupohlavné. Květy rozkvétají od března do dubna a bývají opylovány větrem.
Plodem je malý, tmavě hnědý oříšek ledvinovitého tvaru o velikosti asi 4 mm, který je obalen vytrvalým okvětím. Ploidie druhu je 2n = 28. Tento poměrně exotický druh lze rozmnožovat výsevem semen (oříšky) nebo roubováním na jilm.

## Význam
Zelkova pilovitá má ceněné dřevo zlatohnědé barvy se zřetelnými letokruhy v příčném i tangenciálním řezu. Dřevo je relativně těžké (průměrně 700 kg/m³), odolné proti hnilobě a dobře se opracovává. V Asii z něj zhotovují dřevěné konstrukce, nábytek, parkety, dýhy i drobné dekorativní předměty, pro jeho nevelký výskyt však jen v omezeném množství.
V Evropě se v lesních porostech nepěstuje, roste velmi pomalu a mívá nízký kmen, jenž je často rozdvojený. Používá se nejčastěji jako solitéra nebo doplněk menších skupin, někdy se vysazuje jako alejová dřevina. Snáší velmi dobře stříhání a tvarování, je výhodným objektem pro tvorbu bonsají.

## Galerie

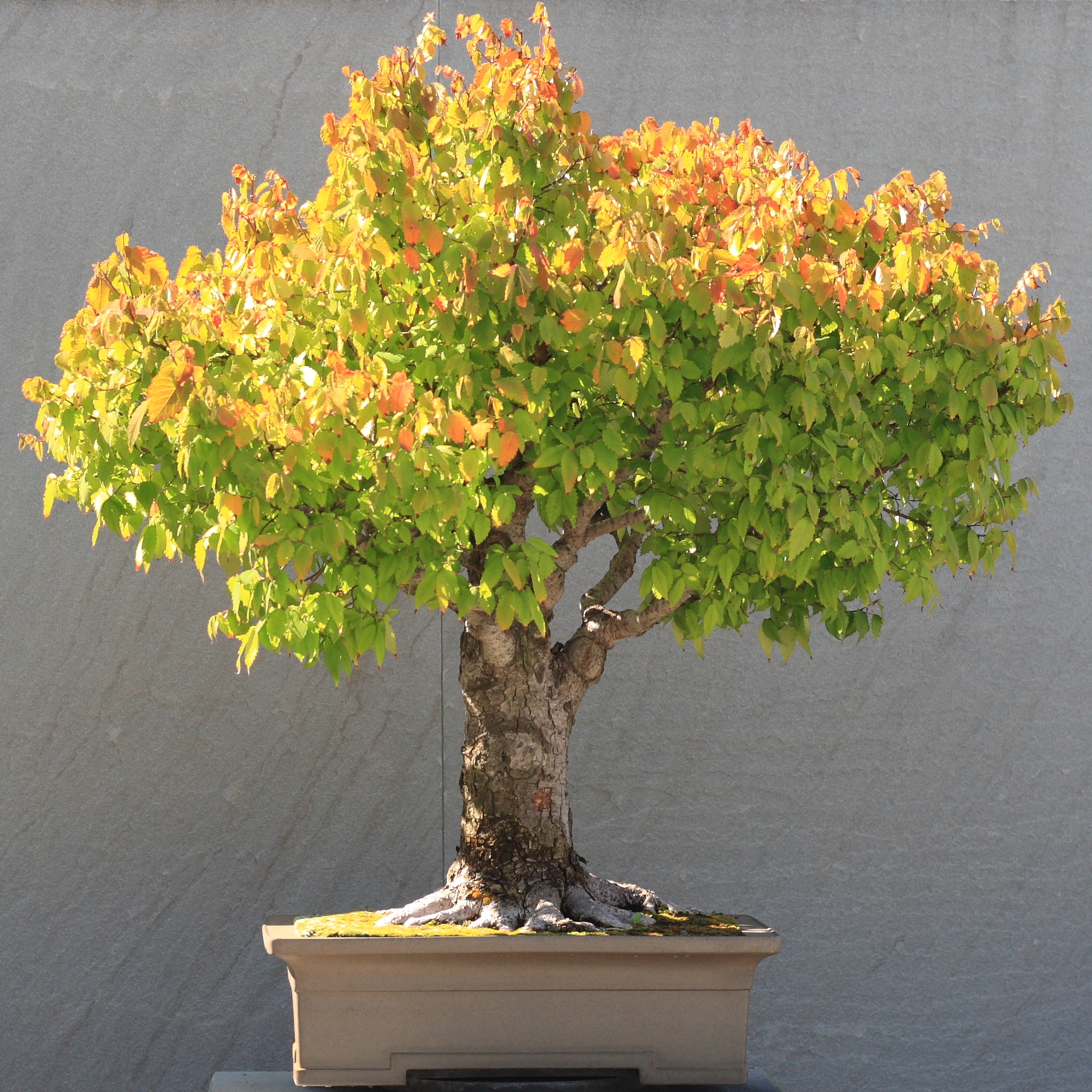
Bonsaj
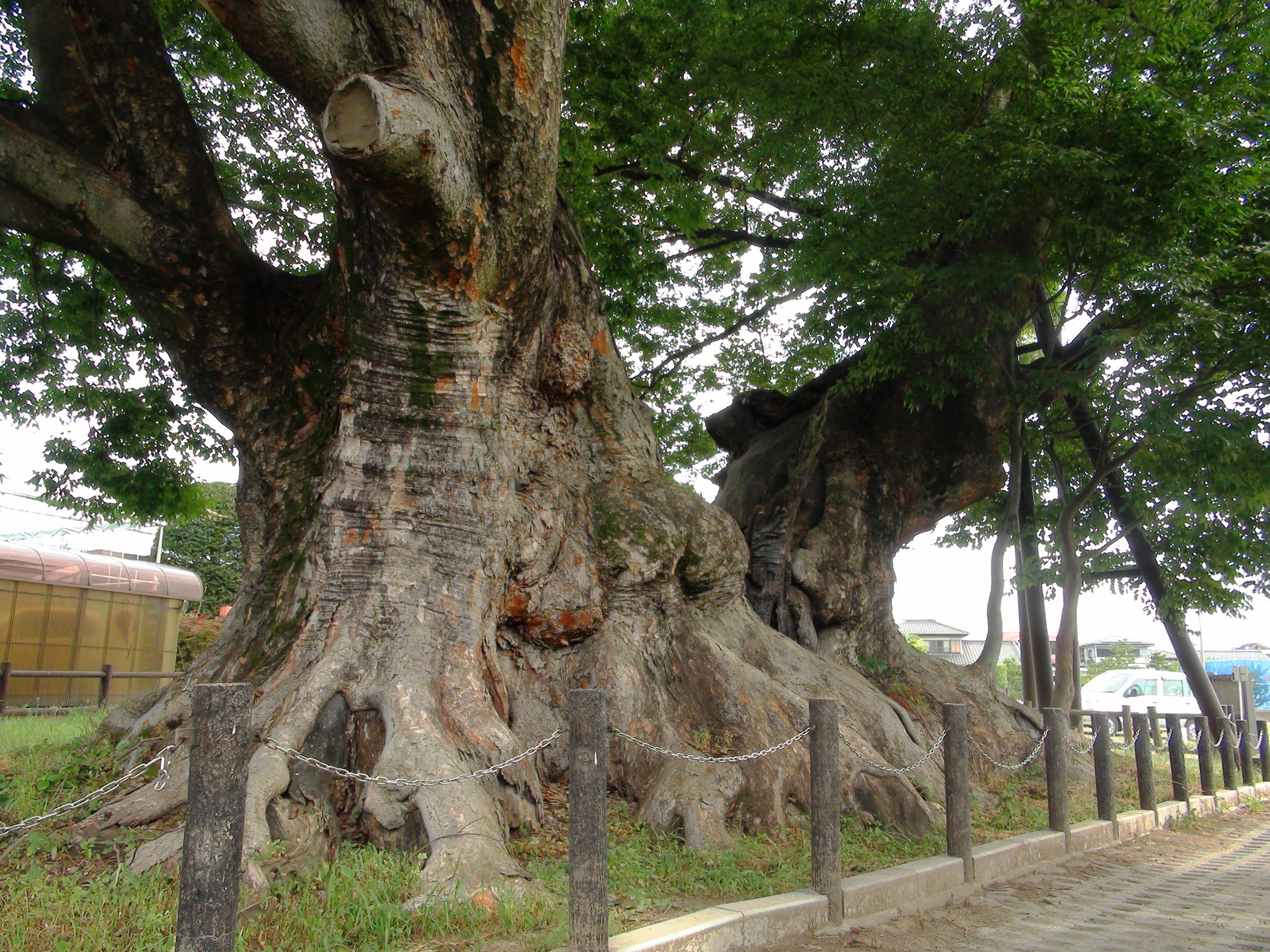
Japonský stařešina
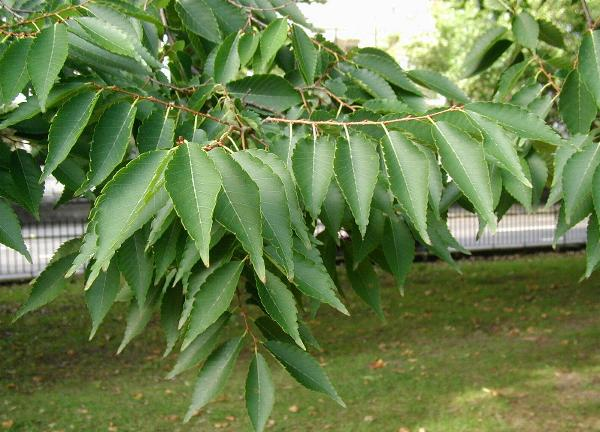
Větev
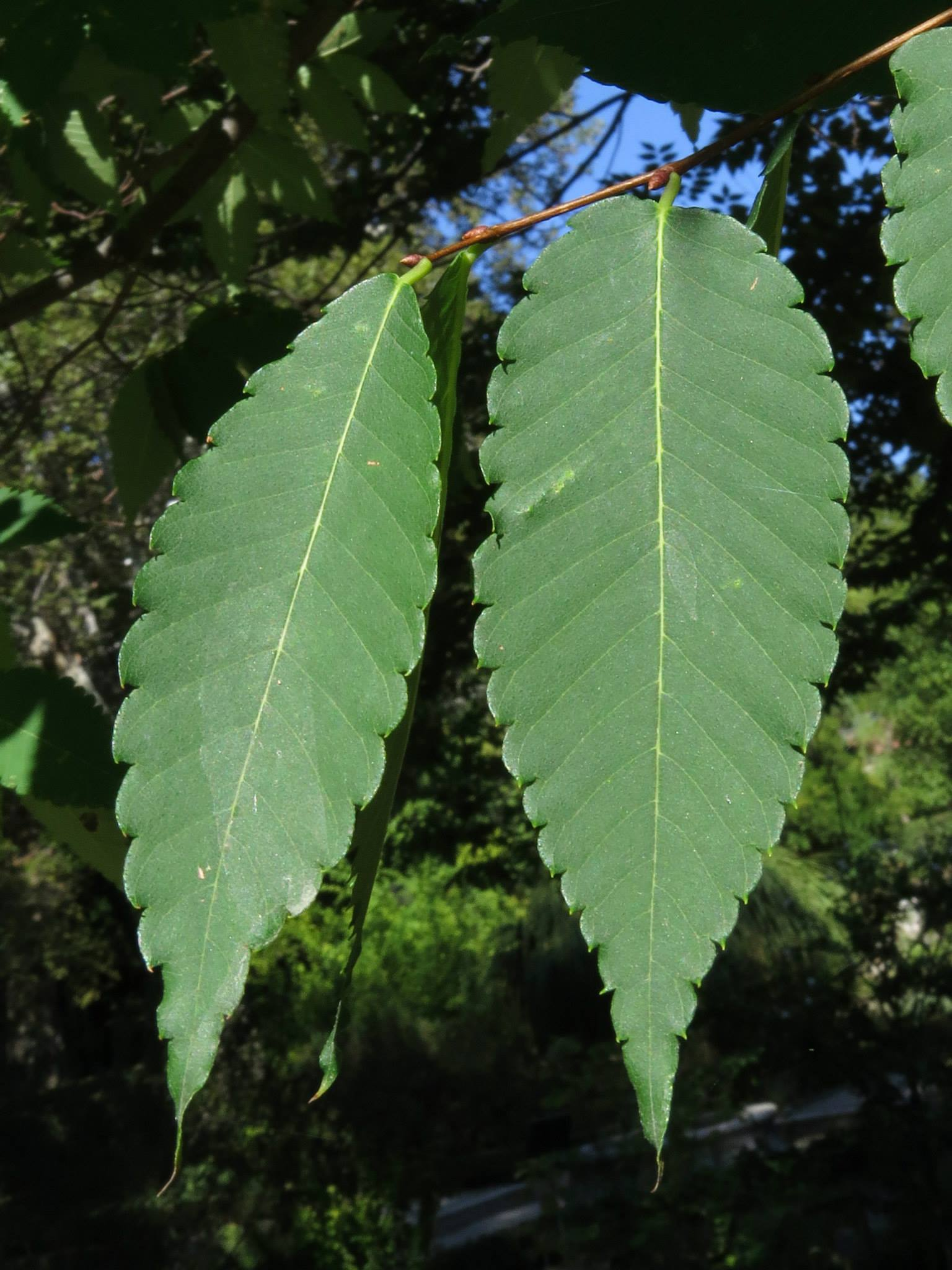
Listy